# 卅里铺乡
卅里铺乡，是中华人民共和国山西省大同市天镇县下辖的一个乡镇级行政单位。

## 行政区划
卅里铺乡下辖以下地区：
卅里铺村、兰玉堡村、刘家庄村、肖家屯村、廿里铺村、小辛庄村、卞家屯村、范家庄村、西马坊村、孙家店村、高家店村、康小屯村、范家屯村、白小山村、阳和塔村、高墙框村、魏家夭村、李芳山村、王家山村和迁安新村。